# Školní rok
Školní rok je rozdělení jednoho kalendářního roku na dobu studia a dobu volna na základních, středních, vysokých školách, univerzitách i učilištích. Školní rok se může dělit na čtvrtletí, trimestry, pololetí nebo semestry v závislosti na systému v dané zemi.
Ve většině zemí školní rok začíná na podzim a končí v létě následujícího roku, a to z důvodu volného času během léta – historicky z důvodu účasti žáků na polních pracích, dnes především na rodinné dovolené.

## Česko

### Školní rok
Na školách nižšího a středního stupně začíná školní rok dle školského zákona 1. září a formálně končí 31. srpna následujícího kalendářního roku. Školní rok se člení na dvě období (pololetí): zimní období trvá od 1. září do 31. ledna, letní období trvá od 1. února do 31. srpna. Školní rok se člení na období školního vyučování, které trvá 10 měsíců (do 30. června), a období školních prázdnin – poslední dva měsíce školního roku (červenec a srpen) jsou tzv. hlavní letní prázdniny. Poslední dva týdny v srpnu pak mohou probíhat některé zkoušky, typicky reparátní apod. Ve školách se vyučuje v pětidenním vyučovacím týdnu. Délka výuky se liší dle studované školy a ročníku, ale pro většinu je společná začátkem v 8:00 a končí se nejčastěji mezi 13. a 14. hodinou.

### Akademický rok
V případě studia na vysokých školách se pracuje s pojmem akademický rok (dle vysokoškolského zákona), který trvá 12 kalendářních měsíců a jehož začátek stanoví rektor. Studium je členěno zejména na semestry, ročníky nebo bloky. Každý semestr, ročník nebo blok sestává z období výuky a zkoušek a z období prázdnin. Začátek akademického roku může být rektorem oficiálně stanovován např. na 1. září, konec pak v tomto případě na 31. srpen následujícího kalendářního roku. Období výuky může začínat i o něco později, např. ve 3. týdnu měsíce září, a může trvat do měsíce prosince (13 týdnů). Zkušební období pak může začínat hned na začátku nového kalendářního roku a trvat do třetího týdne měsíce února (7 týdnů), čímž může končit semestr zimní (či „podzimní“). Následně pak může začínat semestr letní (či „jarní“), který zpravidla opět může trvat 13 týdnů, do třetího týdne měsíce května, a může být následován zkouškovým obdobím (do 30. června). Od 1. července pak může začínat období prázdnin, které většinou může oficiálně trvat do poloviny srpna, poslední 2 týdny v srpnu pak mohou být stanoveny jako zkouškové období.

## Jiné země

### Austrálie a Nový Zéland
Téměř všude v Austrálii a na Novém Zélandu trvá školní rok od konce ledna do začátku prosince, a je rozdělen do čtyř období. Skládá se ze dvou 20týdenních semestrů, každý semestr je ještě rozdělen do tří trimestrů. Velké letní prázdniny připadají na prosinec a leden, kratší dvoutýdenní prázdniny zakončují jednotlivé trimestry studia. Vyučování začíná obvykle v 9:00 a končí v 15:30.

### Finsko
Ve Finsku začíná školní rok vždy v polovině srpna a končí koncem května či začátkem června. Během školního roku mají děti také prázdniny podzimní (říjen), vánoční (prosinec), zimní (únor), velikonoční (duben).